# Fiction audio
Pour les articles homonymes, voir Fiction (homonymie), Saga (homonymie) et Mono.
Une fiction audio, saga audio ou saga MP3 est une œuvre de fiction diffusée sur Internet sous la forme d'un ou plusieurs fichiers audio (historiquement encodés au format MP3). Considérées comme héritières des feuilletons radiophoniques, les fictions audio s'en distinguent par leur mode de diffusion (généralement libre et gratuit sur Internet) et, dans la grande majorité des cas, par l'amateurisme des auteurs. Cependant la distinction entre feuilleton et saga peut parfois être floue, notamment à cause de la généralisation de la baladodiffusion qui met à disposition sur Internet des œuvres d'abord destinées à une diffusion radio,.
La première fiction audio francophone à rencontrer le succès est Le Donjon de Naheulbeuk de John Lang dont les premiers épisodes sont diffusés en 2001. Parmi les plus populaires se trouvent notamment Reflets d'Acide, Adoprixtoxis et Les Aventuriers du Survivaure.

## Historique
Le concept de la saga MP3 apparaît en 2000 avec la sortie des premiers épisodes de la saga Le Donjon de Naheulbeuk par John Lang (alias Pen of Chaos), considérée comme étant la première saga MP3 à succès, sans cependant en être la première à être apparue sur Internet,.
JBX poursuit l'histoire des fictions audio avec sa série Reflets d'acide reprenant le contexte du jeu de rôle pour faire évoluer différents personnages[réf. nécessaire].

## Influences
Si l'on[style à revoir] peut citer Pen Of Chaos ou JBX à titre de références principales, l'auteur ayant le plus influencé les créateurs de sagas MP3 est François Pérusse, le père des 2 Minutes du peuple, série diffusée sous forme de petits monos MP3 de 2 minutes environ[réf. nécessaire].
Les fictions audio se sont ouvertes à de nouveaux genres, s'éloignant de leurs origines dans le jeu de rôle papier. Elles s'ouvrent à des récits d'horreur, de science-fiction exigeante, de huis clos, de romance, etc. Les approches les plus récentes s'approchent de podcasts dirigés vers une audience plus large. Des formats avec moins d'épisodes, quelques projets en one shot ou hybridés[style à revoir] avec des créations musicales inédites ouvrent le champ d'expérimentation.

## Diffusion et médiatisation
La diffusion des fictions audio se fait essentiellement par le biais d'Internet, ce qui en fait l'une des grandes spécificités de ce genre, grâce à la rapidité et à la facilité permises par le réseau. Elle est accrue par le fait que les fictions audio sont généralement gratuites et diffusées sous des licences de libre diffusion ou des licences libres. A contrario, la notoriété des nouvelles fictions audio peine à s'accroître du fait du nombre relativement important de productions ; cet effet est cependant plus ou moins compensé par la présence de sites de référencement des fictions audio et des tentatives de mettre en avant certaines œuvres par la communauté sagasphérique.
Si le mouvement des fictions audio a connu une certaine médiatisation au début des années 2000 avec la sortie successive des grandes sagas emblématiques, comme Le Donjon de Naheulbeuk, Les Aventuriers du Survivaure, Reflets d'Acide ou Adoprixtoxis, le mouvement semble passer dans une phase de transition où le nombre de créateurs capables de fournir des œuvres de qualité a augmenté, mais sont moins connus que leurs prédécesseurs qui furent les pionniers du mouvement. Bien que trois sagas soient diffusées par d'autres moyens que l'audio (romans, BD…), le phénomène des fictions audio reste cependant relativement marginal, bien qu'il progresse lentement.

### Note
1. ↑  Les fictions de plusieurs épisodes sont appelées « sagas audio » ou « sagas MP3 ». Dans le cas contraire, on utilise l'appellation « mono audio » ou « mono MP3 ».